# Quận Jackson, Oklahoma
Quận Jackson là một quận trong tiểu bang Oklahoma, Hoa Kỳ. Quận lỵ đóng ở thành phố Altus 6. Theo điều tra dân số năm 2000 của Cục điều tra dân số Hoa Kỳ, quận có dân số người 2. Năm 2007, ước tính dân số quận này là 28.439 người 2.

## Địa lý
Theo Cục điều tra dân số Hoa Kỳ, quận này có diện tích 804 dặm vuông Anh (2.082,4 km2), trong đó có 1 dặm vuông Anh (2,6 km2) là diện tích đất, km2 là diện tích mặt nước.

### Các xa lộ
- U.S. Highway 62
- U.S. Highway 283
- State Highway 5
- State Highway 6
- State Highway 34

### Các quận giáp ranh
- Quận Greer  (bắc)
- Quận Kiowa  (đông bắc)
- Quận Tillman  (đông)
- Quận Wilbarger, Texas  (nam)
- Quận Hardeman, Texas  (tây nam)
- Quận Harmon  (tây)